# ローリー・スザーランド
ローリー・スザーランド（Rory Sutherland、1982年2月8日 - ）は、オーストラリア・キャンベラ出身の自転車競技（ロードレース）選手。

## 経歴
2003年、ラボバンクにてプロキャリアスタート。
2007年、ヘルスネット・プレゼンテッド・バイ・マクシスに移籍。
2013年、チーム・サクソ＝ティンコフに移籍。
2015年、モビスター・チームに移籍。
2018年、UAE チーム・エミレーツに移籍。

## 主な戦績

### 2005年
- デンマーク一周　総合3位
- フロット・プライス・ジェフ・シェーレン　3位

### 2012年
- ツアー・オブ・ギラ　総合優勝(第1ステージ優勝)
- ツール・ド・ビューチェ　総合優勝
- ツアー・オブ・ウタ　区間優勝（第1ステージ）
- USA・プロ・サイクリング・チャレンジ　区間優勝（第6ステージ）

### 2013年
- ツール・ド・ラブニール　総合優勝、区間優勝（第4ステージ）

### 2017年
- ブエルタ・シクリスタ・ア・ラ・リオハ　優勝